# Un'americana nella Casbah
Un'americana nella Casbah (Algiers) è un film del 1938 diretto da John Cromwell e interpretato da Charles Boyer, Sigrid Gurie e Hedy Lamarr. Scritto da John Howard Lawson, il film parla di un famigerato ladro di gioielli francese che si nasconde nel labirintico quartiere nativo di Algeri noto come la Casbah. La produzione di Walter Wanger era un remake del film francese di successo del 1937 Pépé le Moko, che derivava la sua trama dall'omonimo romanzo di Henri La Barthe. 
Algeri è stato il primo film di Hollywood interpretato da Hedy Lamarr, la cui bellezza divenne la principale attrazione per il pubblico cinematografico. Il film è noto come una delle fonti di ispirazione per gli sceneggiatori del film Casablanca della Warner Bros. del 1942, che lo scrissero pensando a Hedy Lamarr come protagonista femminile originale. La MGM decise però di non prestare l'attrice alla Warner e questo fece la fortuna di Ingrid Bergman.
La rappresentazione di Charles Boyer di Pepe le Moko ha ispirato il personaggio animato della Warner Bros. Pepé Le Pew. Nel 1966 il film è entrato nel pubblico dominio negli Stati Uniti perché i ricorrenti non hanno rinnovato la sua registrazione del copyright nel 28 ° anno dopo la pubblicazione.
La prima versione della sceneggiatura di Algeri fu rifiutata sia perché le donne protagoniste erano entrambe ritratte come "donne mantenute" sia per la promiscuità del personaggio principale e il suo suicidio alla fine del film (nella versione finale sarà invece ucciso da un agente).

## Trama
Pepe le Moko (Charles Boyer) è un famigerato ladro che, dopo la sua ultima grande rapina, è fuggito dalla Francia in Algeria. Dopo la sua fuga, le Moko risiede nell'immensa Casbah di Algeri. I funzionari francesi e in primis l'ispettore capo Lovanio (Walter Kingsford) insistono sulla cattura del bandito e incaricano l'imperturbabile ispettore Slimane (Joseph Calleia), che attende con pazienza il momento opportuno per attirare Pepe fuori dalla Casbah e arrestarlo. Costui infatti gode della protezione della gente locale, in particolare del suo guardaspalle Carlos (Stanley Fields), e ogni intervento in forze dei gendarmi ha come epilogo un insuccesso. 
In vacanza con il fidanzato e protettore ad Algeri, Gaby (Hedy Lamarr), una bella americana, conosce e si innamora del bandito che, pur godendo di una relativa immunità all'interno della Casbah, ne sente tuttavia l'oppressiva costrizione, ingabbiato in una realtà che lo limita, per la quale diventa sempre più insofferente.
L'ispettore Slimane nota il rapporto che intercorre tra i due e quello tra il bandito e una avvenente donna locale, Ines (Sigrid Gurie), quest'ultima ferita dall'evidente simpatia che Pepe ha per Gaby. Slimane e Pepe hanno rapporti cordiali, ma ambedue sanno che il primo trama ambiguamente per tendere una trappola in attesa di un errore del bandito. 
Pepe accetta di fuggire con Gaby memore dei tempi felici un tempo da lui vissuti a Parigi, ma l'ingenuo tradimento di Ines mette Slimane al corrente delle intenzioni degli amanti. Informata della presunta morte di Pepe, Gaby non si reca all'appuntamento col fuorilegge. Pepe, in un primo momento deluso dalla donna, capisce che costei è stata ingannata. Si reca al porto, sulla nave dove i due protagonisti della vicenda dovevano incontrarsi, ma viene intercettato da Slimane, e si arrende. 
Sulla banchina Pepe vede sul ponte della nave Gaby e cerca di attirare la sua attenzione, ma viene colpito a morte da un agente.
Gaby partirà ignara del vero destino del suo amato.

## Produzione
Prodotto dalla società Walter Wanger Productions, le riprese vennero effettuate negli studios e solo in parte ad Algeri.
Il regista John Cromwell non era convinto della scelta di Hedy Lamarr ma fu convinto dallo stesso Boyer. Quest'ultimo a sua volta fu scontento della propria prestazione, memore anche dell'interpretazione di Jean Gabin nell'originale film francese.

## Distribuzione
Distribuito dall'United Artists, il film, presentato da Walter Wanger, uscì nelle sale statunitensi il 13 luglio 1938.

### Data di uscita
Il film venne distribuito in varie nazioni, fra cui:
- Stati Uniti d'America, Algiers 13 luglio 1938
- Francia, Casbah 14 settembre 1938
- Portogallo, O Fugitivo Desceu à Cidade 22 novembre 1938
- Finlandia, Casbahin vanki 11 dicembre 1938
- Danimarca, Algier 26 gennaio 1939

## Accoglienza

### Critica
Del film rimane impressa la fotografia, un anticipo della tecnica del "nero" degli anni '40.
Joseph Calleia ricevette nel 1938 il National Board of Review Award per la sua interpretazione di Slimane.